# Isopogon linearis
Isopogon linearis är en tvåhjärtbladig växtart som beskrevs av Meissn.. Isopogon linearis ingår i släktet Isopogon och familjen Proteaceae. Inga underarter finns listade i Catalogue of Life.